# Louis Rossi
Pour les articles homonymes, voir Rossi.

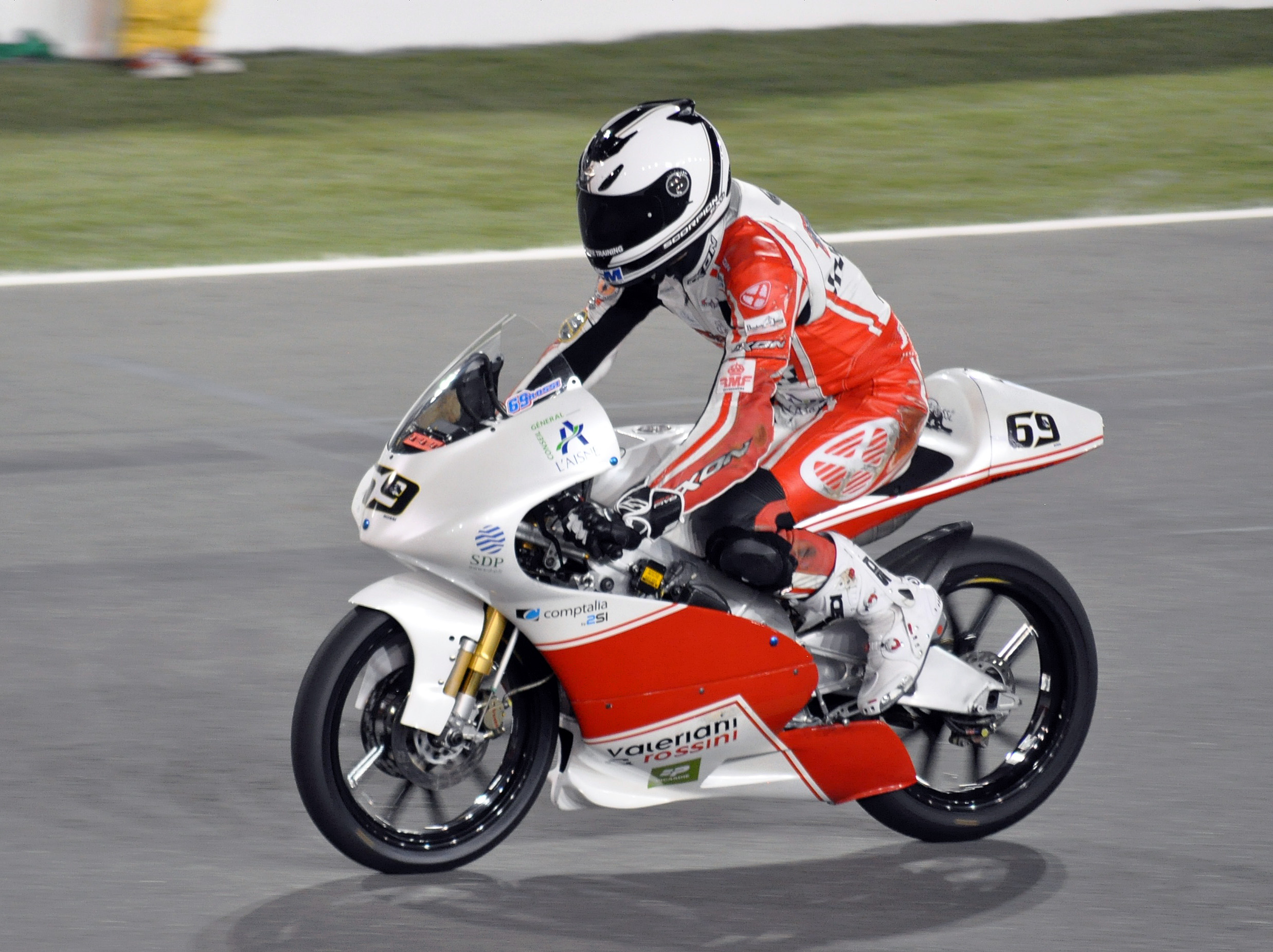
Louis Rossi à Losail en 2010.

Louis Rossi, né le 23 juin 1989 au Mans est un pilote de vitesse moto et d'endurance français.

## Carrière
En 2007, il fait ses débuts en Championnat du Monde dans la catégorie 125 cm3 sur le circuit d'Estoril à l'occasion du Grand Prix du Portugal.
Il remporte sa première course à l'occasion du Grand Prix de France au Mans, le 20 mai 2012. Il passe ensuite en Moto2 chez Tech3 mais quitte l'équipe fin 2013 (quatre points marqués). Ayant rejoint le SAG Team en 2014, il terminera plusieurs fois dans le top 10 mondial, après quoi il rejoint l'écurie Tasca Racing (2015).
Fin 2015 et après trois saisons en catégorie Moto2, Rossi quitte le monde des Grands Prix. Il rejoint le Championnat du monde d'endurance moto avec le GMT94 (Yamaha).
Depuis 2017, il poursuit sa carrière en Championnat du Monde d'Endurance où il termine vice champion du monde Superstock 2018 avec le Junior Team Suzuki.
En 2019, il rejoint les rangs des écuries officielles BMW puis Ducati et monte encore sur les podiums.
À partir de 2019, il devient consultant pour Canal+, nouveau diffuseur des Grands Prix de MotoGP, Moto2 et Moto3. Il commente les Grands Prix de Moto2 et Moto3 avec Jules Danilo et Laurent Rigal,, ce dernier étant remplacé en 2022 par Antoine Arlot,.
Il arrête sa carrière à l'issue des 24 heures du Mans au printemps 2022.
En 2023, il se lance en course automobile avec l’objectif de participer aux 24 Heures du Mans dans les prochaines années. Il participe à la saison complète des Ligier European Series qu’il remporte dans la catégorie LMP4 PRO/AM aux côtés de Steve Zacchia, au sein de l’écurie Larbre Compétition.

## Résultats en championnat du monde de motocyclisme

### Statistiques par saison
| Année | Cat.    | Équipe                      | Moto        | GP  | Vict. | Podiums | Poles | Mtour | Pts | Position |
| ----- | ------- | --------------------------- | ----------- | --- | ----- | ------- | ----- | ----- | --- | -------- |
| 2007  | 125 cm3 | FFM Honda GP 125            | Honda       | 1   | -     | -       | -     | -     | -   | -        |
| 2008  | 125 cm3 | FFM Honda GP 125            | Honda       | 12  | -     | -       | -     | -     | -   | -        |
| 2010  | 125 cm3 | CBC Corse                   | Aprilia     | 17  | -     | -       | -     | -     | 2   | 28e      |
| 2011  | 125 cm3 | Matteoni Racing             | Aprilia     | 16  | -     | -       | -     | -     | 31  | 17e      |
| 2012  | Moto3   | Racing Team Germany         | FTR Honda   | 17  | 1     | 1       | -     | -     | 86  | 11e      |
| 2013  | Moto2   | Tech 3                      | Mistral 610 | 17  | -     | -       | -     | -     | 4   | 25e      |
| 2014  | Moto2   | SAG Team                    | Kalex       | 18  | -     | -       | -     | -     | 18  | 26e      |
| 2015  | Moto2   | Tasca Racing Scuderia Moto2 | Tech 3      | 16  | -     | -       | -     | -     | 7   | 25e      |
| Total |         |                             |             | 115 | 1     | 1       | 0     | 0     | 150 |          |

### Statistiques par catégorie
| Catégorie | Année     | 1er GP   | 1er Podium | 1re Victoire | Courses | Victoires | Podiums | Pole | M.tours¹ | Points | Titres |
| --------- | --------- | -------- | ---------- | ------------ | ------- | --------- | ------- | ---- | -------- | ------ | ------ |
| 125 cm3   | 2007-2011 | POR 2007 |            |              | 47      | -         | -       | -    | -        | 33     | -      |
| Moto3     | 2012      | QAT 2012 | FRA 2012   | FRA 2012     | 17      | 1         | 1       | -    | -        | 86     | -      |
| Moto2     | 2013-2015 | QAT 2013 |            |              | 51      | -         | -       | -    | -        | 31     | -      |
| Total     | 2007-     |          |            |              | 115     | 1         | 1       | 0    | 0        | 150    | 0      |

### Courses par années
| Saison | Catégorie | Moto      | 1       | 2       | 3       | 4       | 5       | 6       | 7      | 8       | 9       | 10      | 11      | 12      | 13      | 14      | 15      | 16      | 17      | 18      | Final Pos | Pts | Ref    |
| ------ | --------- | --------- | ------- | ------- | ------- | ------- | ------- | ------- | ------ | ------- | ------- | ------- | ------- | ------- | ------- | ------- | ------- | ------- | ------- | ------- | --------- | --- | ------ |
| 2007   | 125 cm3   | Honda     | QAT     | ESP     | TUR     | CHN     | FRA     | ITA     | CAT    | GBR     | NED     | GER     | CZE     | SMR     | POR 24  | JPN     | AUS     | MAL     | VAL     |         | -         | 0   | [ 10 ] |
| 2008   | 125 cm3   | Honda     | QAT 25  | ESP 24  | POR     | CHN 18  | FRA 19  | ITA 32  | CAT 25 | GBR 23  | NED 24  | GER 21  | CZE 29  | SMR 23  | IND     | JPN     | AUS     | MAL     | VAL 23  |         | -         | 0   | [ 11 ] |
| 2010   | 125 cm3   | Aprilia   | QAT 17  | ESP Ret | FRA 21  | ITA Ret | GBR 19  | NED 19  | CAT 17 | GER Ret | CZE 14  | IND Ret | SMR 19  | ARA Ret | JPN 18  | MAL 17  | AUS 17  | POR Ret | VAL Ret |         | 28e       | 2   | [ 12 ] |
| 2011   | 125 cm3   | Aprilia   | QAT 15  | ESP 14  | POR Ret | FRA 13  | CAT 12  | GBR 13  | NED 30 | ITA Ret | GER 18  | CZE 15  | IND 12  | SMR Ret | ARA Ret | JPN DNS | AUS 9   | MAL 18  | VAL 10  |         | 17e       | 31  | [ 13 ] |
| 2012   | Moto3     | FTR-Honda | QAT 9   | ESP Ab. | POR Ab. | FRA 1   | CAT 4   | GBR Ab. | P-B 5  | ALL Ab. | ITA Ab. | IND 13  | CZE 17  | RSM Ab. | ARA 7   | JPN 8   | MAL Ab. | AUS 20  | VAL 6   |         | 11e       | 86  |        |
| 2013   | Moto2     | Tech 3    | QAT Ab. | AME 23  | ESP 24  | FRA 14  | ITA 25  | CAT Ab. | NED 12 | ALL 21  | IND 23  | CZE 19  | GBR 23  | RSM 19  | ARA 18  | MAL 16  | AUS Ab. | JPN Ab. | VAL 23  |         | 24e       | 6   |        |
| 2014   | Moto2     | Kalex     | QAT 10  | AME Ab. | ARG 25  | SPA Ab. | FRA Ab. | ITA 20  | CAT 15 | NED 28  | GER 13  | IND 13  | CZE 16  | GBR 17  | RSM 26  | ARA 20  | JPN 16  | AUS 12  | MAL Ab. | VAL 15  | 26e       | 18  |        |
| 2015   | Moto2     | Tech 3    | QAT 9   | AME 22  | ARG Ab. | SPA DNS | FRA Ab. | ITA 20  | CAT 23 | NED Ab. | GER Ab. | IND Ab. | CZE Ab. | GBR 27  | RSM 19  | ARA 23  | JPN 20  | AUS 23  | MAL 18  | VAL DNS | 25e       | 7   |        |

| Couleur | Résultat                     |
| ------- | ---------------------------- |
| Or      | Vainqueur                    |
| Argent  | 2e place                     |
| Bronze  | 3e place                     |
| Vert    | Terminé, dans les points     |
| Bleu    | Terminé, pas dans les points |
| Violet  | Abandon (Ab.) ou (Ret)       |
| Violet  | Non classé (NC)              |
| Rouge   | Pas qualifié (DNQ)           |
| Noir    | Disqualifié (DSQ)            |
| Blanc   | Pas au départ (DNS)          |
| Blanc   | Forfait (WD)                 |
| Blanc   | N'a pas participé (DNP)      |
| Blanc   | Blessé (INJ)                 |
| Blanc   | Exclu (EX)                   |
| Blanc   | Course annulée (C)           |